# داویده بالستررو
داویده بالستررو (انگلیسی: Davide Balestrero؛ زادهٔ ۶ اکتبر ۱۹۹۵) بازیکن فوتبال است.